# Marcel Vercoutere
Marcel Vercoutere, né le 28 octobre 1925 à Détroit et mort le 13 avril 2013 à Burbank, est un spécialiste des effets spéciaux.

## Filmographie

### Cinéma

#### Effets spéciaux
- 1969 : Ne tirez pas sur le shérif
- 1971 : John McCabe de Robert Altman
- 1972 : Délivrance de John Boorman
- 1973 : L'Exorciste de William Friedkin
- 1975 : La Fugue d'Arthur Penn
- 1978 : Le Convoi de Sam Peckinpah
- 1982 : Barbarosa de Fred Schepisi
- 1989 : Police Academy 6 de Peter Bonerz

### Télévision

#### Effets spéciaux
- 1979 : Salvage 1 (en) (18 épisodes)

## Distinctions

### Récompenses
- Saturn Award :
  - Saturn Award des meilleurs effets spéciaux 1975 (L'Exorciste)